# Талант Мамитов
Талант Мамитов (кирг. Талант Турдумамат уулу Мамытов; нар. 14 березня 1976, Майлуу-Суу, Джалал-Абадська область, Киргизька РСР, СРСР) — киргизстанський політичний діяч. Виконувач обов'язків Президента Киргизстану 14 листопада 2020 – 28 січня 2021. Торага Жогорку Кенеш з 4 листопада 2020.

## Біографія
Народився 14 березня 1976 у місті Майлуу-Суу Джалал-Абадської області.

### Освіта
Має вищу освіту.
В 1993 році вступив на юридичний факультет Киргизького національного університету ім. Ж. Баласагина, який закінчив в 1998 році.

### Робота в прокуратурі
- 2000: розпочав роботу прокурором у відділі з нагляду за виконанням законів і законністю правових актів прокуратури Баткенської області.
- 2001—2002: працював прокурором відділу з нагляду за відповідністю судових постанов закону в прокуратурі Джалал-Абадської області.
- 2002—2004: старший слідчий Джалал-Абадської міської прокуратури.
- 2004—2005: помічник прокурора Чаткальської районної прокуратури.
- 2005—2006: обіймав посаду прокурора відділу в Управлінні організаційного забезпечення та міжнародних зв'язків Генеральної прокуратури Киргизстану.
- квітень — грудень 2006: заступник прокурора Исик-Атинського району Чуйської області.
- 2006—2007: заступник прокурора Сузацького району Джалал-Абадської області,
- 2007—2009: працював прокурором Тогуз-Тороуського району Джалал-Абадської області.

### Політична діяльність
- 2010:в обраний депутатом Жогорку-Кенеша Киргизстану V скликання від політичної партії «Ата-Журт».
- 2015: обраний депутатом Жогорку Кенеша Киргизстану VI скликання від політичної партії «Республіка-Ата Журт». Є заступником лідера парламентської фракції «Республіка-Ата Журт».
- 4 листопада 2020 року був обраний Торага Жогорку Кенеша.
- 14 листопада 2020 року відповідно до ст. 68 Конституції Киргизії став виконуючим обов'язки Президента Киргизстану після того, як виконувач обов'язків президента Садир Жапаров подав у відставку з наміром взяти участь в президентських виборах[1].